# Дюранса
Дюранса (чеськ. Durancie; ? — бл. 1160) — княгиня Оломоуцька, дружина Оломоуцького князя Оти III, донька Великого князя Київського Мстислава Володимировича і його другої дружини Любави.

## Життєпис
У 1126 році Оломоуцьке і Брненське князівства, в яких правив батько Отто ІІІ — Ота II, конфіскував князь Богемії Собіслав I. Сам Отто ІІ незабаром загинув в битві. Його малолітніх дітей (які були нащадками Великого князя Київського Ярослава Мудрого) вивезли в Україну, де Отто ІІІ провів молоді роки й одружився з князівною Дюрансою.
Саме в Київський державі й одружились донька Мстислава Володимировича і Отто ІІІ.
Після смерті Собіслава в 1140 Отто ІІІ зміг повернутись в Оломоуцьке князівство.
Отто ІІІ помер 12 травня 1160. Оскільки його діти були ще неповнолітніми, Оломоуц захопив князь Богемії Владислав II. Про подальшу долю Дюранси нічого не відомо.

## Діти
Дюрансія (пом. після 13 грудня 1160), донька Великого князя Київського Мстислава Володимировича Великого, мала 8 дітей:
- Сватава (пом. до 1160)
- Володимир (1145 — до 11 грудня 1200), князь Оломоуца в 1189—1192 і 1194—1200 / 1201 роках
- Бретислав (пом. до 1201), князь Оломоуца в 1189—1192 і 1194—1200 / 1201 роках
- Марія (пом. після 1198)
- Евфемія (пом. після 1198)
- Дюранса (пом. після 1198)
- Гедвіга (пом. після 16 січня 1160)
  - Існує гіпотеза, що донькою Отти III була також Людмила, дружина силезійського князя Мешко I Плясоногого.